# Katarina Jokić
Katarina Jokić (serbisch-kyrillisch Катарина Јокић; * 19. April 1998 in Zrenjanin) ist eine serbische Tennisspielerin.

## Karriere
Jokić begann im Alter von sechs Jahren mit dem Tennisspielen und bevorzugt laut ITF-Profil Hartplätze. Sie spielt vorrangig auf der ITF Women’s World Tennis Tour, wo sie bislang drei Titel im Einzel und sechs Titel im Doppel gewinnen konnte.
2014 trat sie bei den French Open sowohl im Juniorinneneinzel als auch im Juniorinnendoppel mit Partnerin Helen Ploskina an. Im Einzel erreichte sie mit einem Sieg über You Xiaodi die zweite Runde, wo sie dann aber gegen Margot Yerolymos verlor. Im Doppel erreichte die Paarung das Achtelfinale.
Im College Tennis spielt Jokić im Team der Bulldogs der University of Georgia. Jokić gewann 2018 den Titel bei den ITA National Fall Championships und wurde 2019 und 2021 zur besten nationalen Spielerin der NCAA Division I gewählt sowie ins Allstar-Team berufen.
Durch ihre Erfolge 2019 im College-Tennis erhielt sie eine Wildcard für das Hauptfeld der Oracle Challenger Series – Houston 2019. Sie gewann ihr Erstrundenmatch gegen Kayla Day mit 6:4 und 6:2, unterlag aber dann in der zweiten Runde der an Position 10 gesetzten Mandy Minella knapp in drei Sätzen mit 6:1, 3:6 und 4:6.

## Turniersiege

### Einzel
| Nr. | Datum         | Turnier       | Kategorie   | Belag | Finalgegnerin       | Ergebnis        |
| --- | ------------- | ------------- | ----------- | ----- | ------------------- | --------------- |
| 1.  | 6. April 2014 | Šibenik       | ITF $10.000 | Sand  | Iva Mekovec         | 6:4, 6:1        |
| 2.  | 24. Juli 2016 | Prokuplje     | ITF $10.000 | Sand  | Sara Cakarevic      | 6:4, 7:5        |
| 3.  | 25. Mai 2025  | Santo Domingo | ITF W35     | Sand  | Despina Papamichail | 7:68, 6:70, 6:2 |

### Doppel
| Nr. | Datum              | Turnier            | Kategorie | Belag             | Partnerin       | Finalgegnerinnen                                   | Ergebnis         |
| --- | ------------------ | ------------------ | --------- | ----------------- | --------------- | -------------------------------------------------- | ---------------- |
| 1.  | 18. November 2022  | Helsinki           | ITF W25   | Hartplatz (Halle) | Taylor Ng       | Anna Klasen Eliessa Vanlangendonck                 | 3:6, 6:2, [10:7] |
| 2.  | 2. Dezember 2022   | Wolkenstein        | ITF W25   | Hartplatz (Halle) | Taylor Ng       | Xenia Knoll Angelica Moratelli                     | 6:3, 6:2         |
| 3.  | 23. September 2023 | Kuršumlijska Banja | ITF W15   | Sand              | Eleni Christofi | Mara Guth Jelena Pridankina                        | 6:2, 6:3         |
| 4.  | 19. November 2023  | Santo Domingo      | ITF W25   | Hartplatz         | Taylor Ng       | Jacqueline Cabaj Awad Maria Fernanda Navarro Oliva | kampflos         |
| 5.  | 23. November 2024  | Alcalá de Henares  | ITF W15   | Hartplatz         | Ania Hertel     | Celia Cerviño Ruiz Claudia Ferrer Pérez            | 7:63, 6:4        |
| 6.  | 21. Juni 2025      | Ystad              | ITF W35   | Sand              | Rebeca Pereira  | June Björk Emma Kamper                             | 1:6, 6:2, [10:7] |